# Pawel Iwanowitsch Bondarenko
Pawel Iwanowitsch Bondarenko (russisch Павел Иванович Бондаренко; * 9. Dezemberjul. / 22. Dezember 1917greg. in Jekaterinoslaw; † 15. November 1992 in Moskau) war ein sowjetisch-russischer Bildhauer und Hochschullehrer.

## Leben
Bondarenko lernte 1933–1937 an der Dnepropetrowsker Kunstschule mit Abschluss bei Michail Pogrebnjak. 1939 begann er das Studium am Leningrader Repin-Institut für Malerei, Bildhauerei und Architektur (LISchSA) (bis 1918 Kaiserliche Akademie der Künste, dann WChUTEMAS, WChUTEIN). Als Soldat der Roten Armee nahm er 1941–1945 am Deutsch-Sowjetischen Krieg teil. 1942 wurde er Mitglied der KPdSU. Nach dem Krieg studierte Bondarenko weiter am Leningrader Repin-Institut bei Matwei Maniser, Wsewolod Lischew und Wiktor Sinaiski mit Abschluss 1949.
Bondarenko lebte und arbeitete in Moskau. Seine seltenen Ferien verbrachte er mit seiner Familie in Tarussa.
1957 schuf Schtschuko mit den Architekten Georgi Schtschuko und S. J. Turkowski das Lenin-Denkmal in Sewastopol.
Bondarenko lehrte am Moskauer Surikow-Kunstinstituts, das 1948 aus dem WChUTEIN als Nachfolger der Moskauer Hochschule für Malerei, Bildhauerei und Architektur entstanden war. 1970–1988 war er Rektor des Surikow-Kunstinstituts. 1972 wurde er zum Professor ernannt.
1975 wurde Bondarenko Korrespondierendes Mitglied und 1983 Vollmitglied der Akademie der Künste der UdSSR. Er war Mitglied der Union der Künstler der UdSSR.
Bondarenkos bekannteste Arbeit ist das Gagarin-Denkmal aus Titan, das 1980 anlässlich der Olympischen Sommerspiele 1980 auf dem Moskauer Lenin-Prospekt aufgestellt wurde. Beteiligt waren die Architekten Jakow Belopolski und Fjodor Gaschewski und der Konstrukteur Alexei Sudakow. Spezialisten des Allrussischen Forschungsinstituts für Luftfahrt-Materialien (WIAM) empfahlen die Titan-Guss-Legierung WT5L und spezifizierten die Herstellbedingungen für die Gießerei in Balaschicha. Wegen der großen Abmessungen (Gesamthöhe des Denkmals 42,5 m) wurde die Gagarin-Skulptur aus 238 Gussteilen zusammengesetzt. Das größte Problem war das Gesicht Gagarins, das wegen seiner Masse von 300 kg nicht aus einem Vakuumofen abgegossen werden konnte.
Bondarenko starb am 15. November 1992 in Moskau und wurde auf dem Alten Friedhof in Tarussa begraben.

## Ehrungen, Preise
- Rotbannerorden
- Orden des Vaterländischen Krieges I. Klasse
- Stalinpreis I. Klasse (1950) für die Beteiligung an der Herstellung der Basreliefs Lenins und Stalin als Gründer und Leiter des sowjetischen Staates (1949)[2]
- Goldmedaille der Akademie der Künste der UdSSR (1958)
- Verdiente Volkskunstperson der RSFSR (1960)[1]
- Volkskünstler der RSFSR (1965)
- Jawaharlal-Nehru-Preis der Indischen Regierung (1974)
- Volkskünstler der UdSSR (1978)[1]
- Orden des Roten Banners der Arbeit
- Ehrenzeichen der Sowjetunion

## Werke (Auswahl)

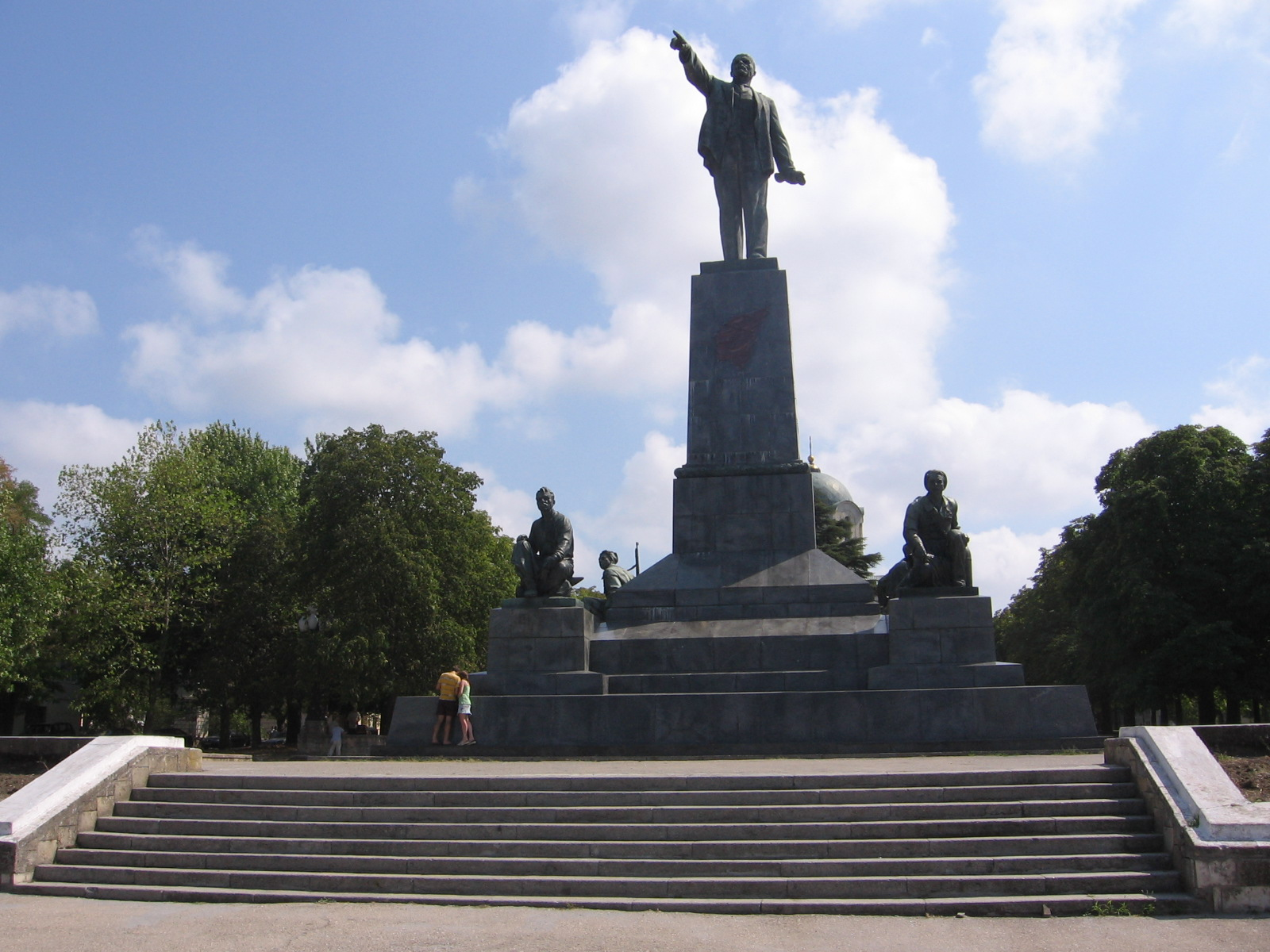
Lenin-Denkmal (1957 mit Georgi Schtschuko), Sewastopol
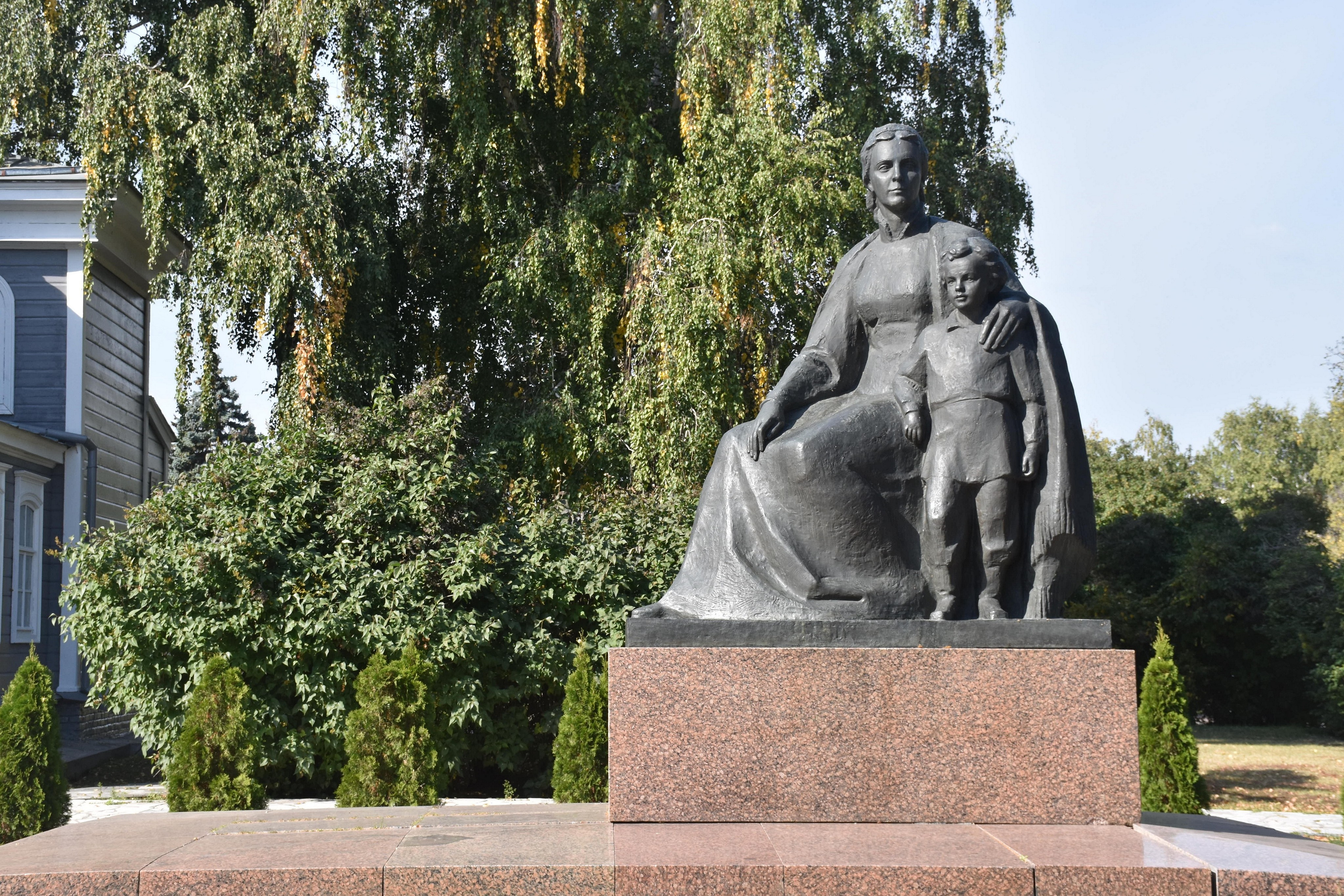
Lenins Mutter Maria Uljanowa mit ihrem Sohn Wladimir (1967–1970), Lenin-Museum, Uljanowsk
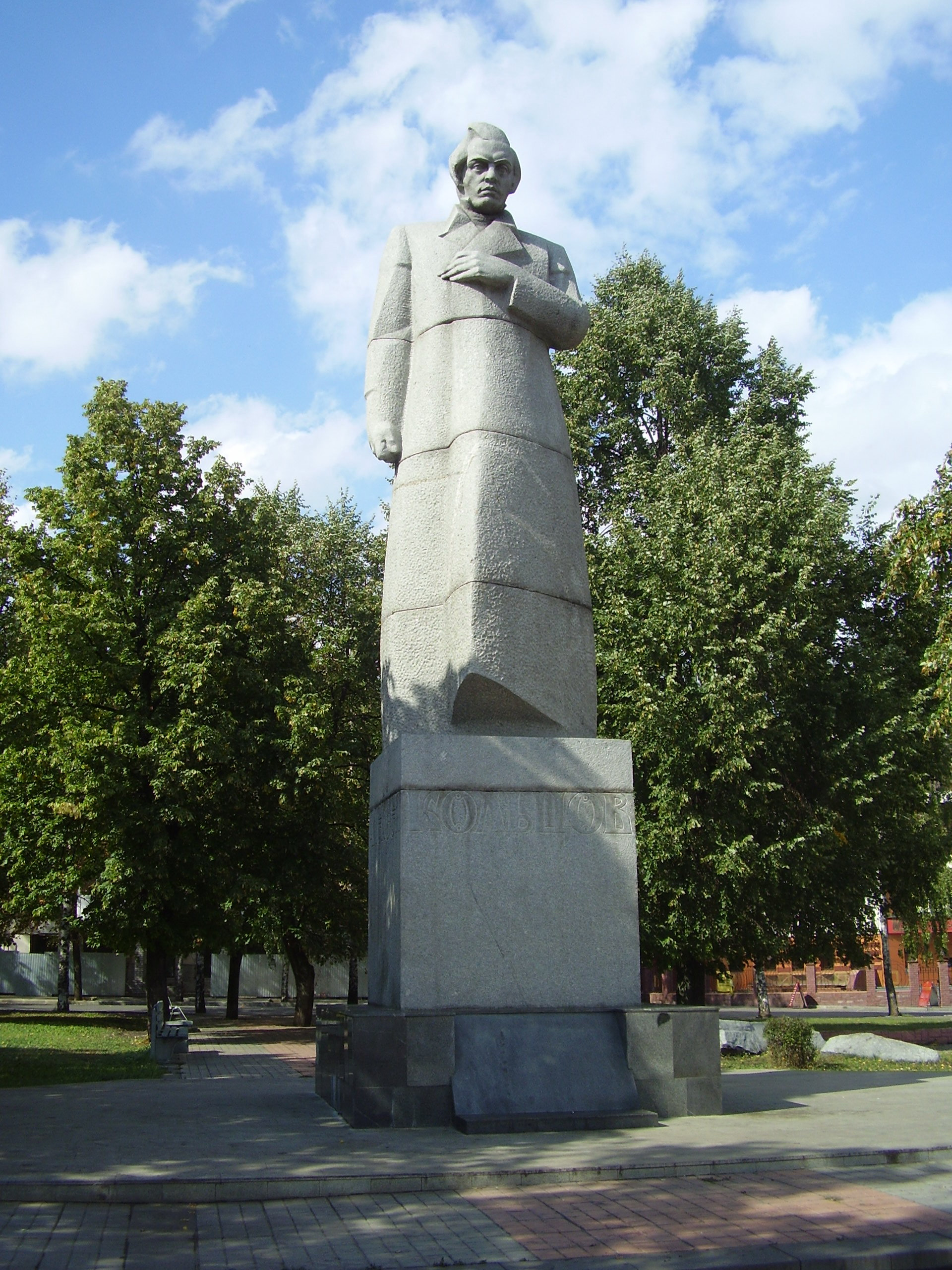
Kolzow-Denkmal (1976), Woronesch
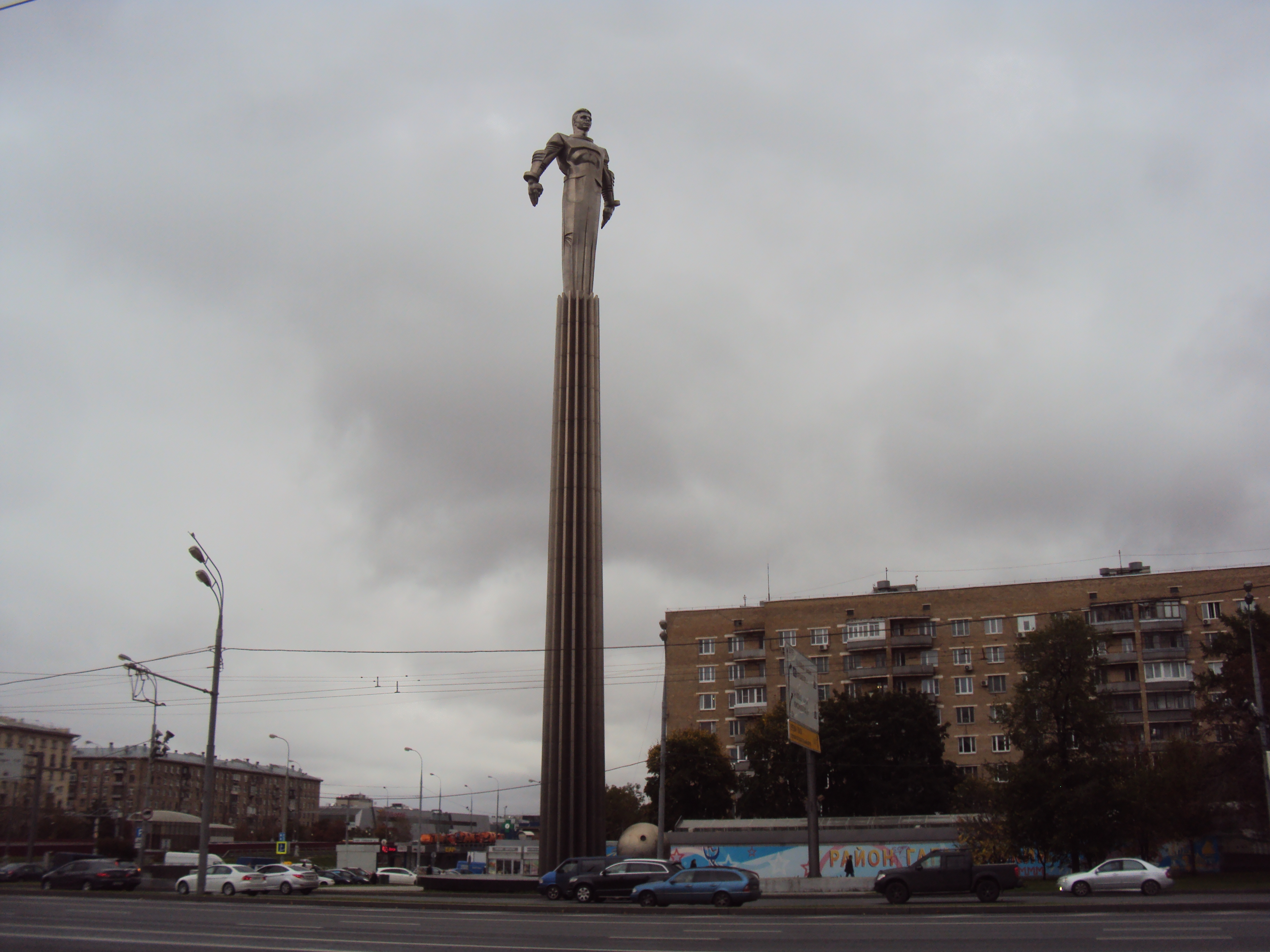
Gagarin-Denkmal (1980), Moskau